# Yan Fang
Yan Fang (förenklad kinesiska: 阎芳; traditionell kinesiska: 閻芳; pinyin: Yán Fāng), född den 26 juli 1969, död den 8 februari 2020, var en kinesisk softbollspelare.
Hon tog OS-silver i samband med de olympiska softboll-turneringarna 1996 i Atlanta.